# Радебојл
Радебојл (њем. Radebeul) град је у њемачкој савезној држави Саксонија. Једно је од 34 општинска средишта округа Мајсен. Према процјени из 2010. у граду је живјело 33.387 становника. Посједује регионалну шифру (AGS) 14627210.

## Географски и демографски подаци
Радебојл се налази у савезној држави Саксонија у округу Мајсен. Град се налази на надморској висини од 101–246 метара. Површина општине износи 26,1 km². У самом граду је, према процјени из 2010. године, живјело 33.387 становника. Просјечна густина становништва износи 1.281 становника/km².

## Међународна сарадња
| Мјесто | Држава    | Врста сарадње | Од    |
| ------ | --------- | ------------- | ----- |
| Обуе   | Француска | контакт       | 1961. |
| Извор  |           |               |       |